# Джуліо Донаті
Джуліо Донаті (італ. Giulio Donati; нар. 5 лютого 1990, П'єтразанта) — італійський футболіст, захисник.
Виступав за низку італійських і німецьких клубних команд, а також молодіжну збірну Італії.

## Клубна кар'єра
Народився 5 лютого 1990 року в місті П'єтразанта. Вихованець юнацьких команд футбольних клубів «Луккезе-Лібертас» та «Інтернаціонале».
У дорослому футболі дебютував 2009 року виступами за команду«Інтернаціонале», в якій, утім, провів лише одну гру розіграшу національного кубку.
Згодом з 2010 по 2013 рік грав на умовах оренди у складі команд клубів «Лечче», «Падова» та «Гроссето».
Влітку 2013 року перебрався до Німеччини, ставши гравцем клубу «Баєр 04». Спочатку мав регулярну ігрову практику у новій команді, але згодом рідше потрапляв до її складу, загалом за два з половиною роки відіграв за команду з Леверкузена 43 матчі в національному чемпіонаті. Згодом продовжив виступи у Німеччині і три роки захищав кольори команди «Майнц 05».
На початку 2020 року повернувся на батьківщину як гравець «Лечче», а за півроку перебрався до друголігової «Монци». За два роки допоміг команді підвищитися в класі, утім на рівні Серії A грав у її складі лише епізодично, а по завершенні сезону 2022/23 залишив «Монцу» на правах вільного агента.

## Виступи за збірні
У 2010 році залучався до складу молодіжної збірної Італії. На молодіжному рівні зіграв у 29 офіційних матчах.

## Статистика виступів

### Статистика клубних виступів
Станом на 3 вересня 2023
| Сезон                   | Команда                 | Чемпіонат               | Чемпіонат | Чемпіонат | Національний кубок | Національний кубок | Національний кубок | Континентальні кубки | Континентальні кубки | Континентальні кубки | Інші змагання | Інші змагання | Інші змагання | Усього | Усього |
| Сезон                   | Команда                 | Ліга                    | Ігор      | Голів     | Ліга               | Ігор               | Голів              | Ліга                 | Ігор                 | Голів                | Ліга          | Ігор          | Голів         | Ігор   | Голів  |
| ----------------------- | ----------------------- | ----------------------- | --------- | --------- | ------------------ | ------------------ | ------------------ | -------------------- | -------------------- | -------------------- | ------------- | ------------- | ------------- | ------ | ------ |
| 2007–08                 | «Луккезе-Лібертас»      | C1                      | 0         | 0         | КІ-C               | 5                  | 0                  | -                    | -                    | -                    | -             | -             | -             | 5      | 0      |
| 2008–09                 | «Інтернаціонале»        | A                       | 0         | 0         | КІ                 | 0                  | 0                  | ЛЧ                   | 0                    | 0                    | СІ            | 0             | 0             | 0      | 0      |
| 2009–10                 | «Інтернаціонале»        | A                       | 0         | 0         | КІ                 | 1                  | 0                  | ЛЧ                   | 0                    | 0                    | -             | -             | -             | 1      | 0      |
| Усього «Інтернаціонале» | Усього «Інтернаціонале» | Усього «Інтернаціонале» | 0         | 0         |                    | 1                  | 0                  |                      | 0                    | 0                    |               | 0             | 0             | 1      | 0      |
| 2010–11                 | «Лечче»                 | A                       | 14        | 0         | КІ                 | 2                  | 0                  | -                    | -                    | -                    | -             | -             | -             | 16     | 0      |
| 2011–12                 | «Падова»                | B                       | 28        | 0         | КІ                 | 2                  | 0                  | -                    | -                    | -                    | -             | -             | -             | 30     | 0      |
| 2012–13                 | «Гроссето»              | B                       | 28        | 0         | КІ                 | -                  | -                  | -                    | -                    | -                    | -             | -             | -             | 28     | 0      |
| 2013–14                 | «Баєр 04»               | БЛ                      | 23        | 0         | КН                 | 4                  | 0                  | ЛЧ                   | 6                    | 0                    | -             | -             | -             | 33     | 0      |
| 2014–15                 | «Баєр 04»               | БЛ                      | 8         | 0         | КН                 | 2                  | 0                  | ЛЧ                   | 6                    | 1                    | -             | -             | -             | 16     | 1      |
| 2015–16                 | «Баєр 04»               | БЛ                      | 12        | 0         | КН                 | 2                  | 0                  | ЛЧ                   | 4                    | 0                    | -             | -             | -             | 18     | 0      |
| Усього за «Баєр 04»     | Усього за «Баєр 04»     | Усього за «Баєр 04»     | 43        | 0         |                    | 8                  | 0                  |                      | 16                   | 1                    |               | -             | -             | 67     | 1      |
| січ.-черв. 2016         | «Майнц 05»              | БЛ                      | 11        | 0         | КН                 | -                  | -                  | -                    | -                    | -                    | -             | -             | -             | 11     | 0      |
| 2016–17                 | «Майнц 05»              | БЛ                      | 32        | 0         | КН                 | 1                  | 0                  | ЛЄ                   | 4                    | 0                    | -             | -             | -             | 37     | 0      |
| 2017–18                 | «Майнц 05»              | БЛ                      | 29        | 0         | КН                 | 2                  | 0                  |                      |                      |                      |               |               |               | 31     | 0      |
| 2018–19                 | «Майнц 05»              | БЛ                      | 9         | 0         | КН                 | 0                  | 0                  |                      |                      |                      |               |               |               | 9      | 0      |
| Усього за «Майнц 05»    | Усього за «Майнц 05»    | Усього за «Майнц 05»    | 81        | 0         |                    | 3                  | 0                  |                      | 4                    | 0                    |               |               |               | 88     | 0      |
| січ.-черв. 2020         | «Лечче»                 | A                       | 20        | 1         | КІ                 | -                  | -                  |                      | -                    | -                    |               | -             | -             | 20     | 1      |
| Усього за «Лечче»       | Усього за «Лечче»       | Усього за «Лечче»       | 34        | 1         |                    | 0                  | 0                  |                      | -                    | -                    |               | -             | -             | 34     | 1      |
| 2020–21                 | «Монца»                 | B                       | 28        | 0         | КІ                 | -                  | -                  |                      | -                    | -                    |               | -             | -             | 28     | 0      |
| 2021–22                 | «Монца»                 | B                       | 29+1      | 0         | КІ                 | 1                  | 0                  |                      | -                    | -                    |               |               |               | 31     | 0      |
| 2022–23                 | «Монца»                 | A                       | 8         | 1         | КІ                 | 0                  | 0                  |                      | -                    | -                    |               |               |               | 8      | 1      |
| Усього за «Монцу»       | Усього за «Монцу»       | Усього за «Монцу»       | 65+1      | 1         |                    | 1                  | 0                  |                      | -                    | -                    |               |               |               | 67     | 1      |
| Усього за кар'єру       | Усього за кар'єру       | Усього за кар'єру       | 280+1     | 2         |                    | 17                 | 1                  |                      | 18                   | 1                    |               | -             | -             | 316    | 4      |

## Титули і досягнення
- Володар Кубка Італії (1):

«Інтернаціонале»: 2009–10